# Фолкнер, Анна
Анна Фолкнер (англ. Annah Faulkner, Мельбурн — 8 марта 2022) — австралийская писательница.
В возрасте пяти лет Фолкнер переехала с родителями в Папуа — Новую Гвинею, а затем жила на Саншайн-Косте в Квинсленде со своим мужем. Она умерла в марте 2022 года, оставив записку, в которой призвала к более гуманным законам о смерти, разрешающим пожилым австралийцам совершать самоубийство.

### Романы
- The Beloved[англ.] (2011)
- Last Day in the Dynamite Factory (2015)

## Награды
- 2011 — лауреат литературной премии премьер-министра Квинсленда[англ.] за лучшую рукопись молодого автора из Квинсленда
- 2013 — вошла в шорт-лист литературной премии имени Майлза Франклина[англ.] за роман «Возлюбленная»
- 2013 — лауреат литературной премии имени Ниты Киббл[англ.] за роман «Возлюбленная»

## Интервью
- Карен Харди в The Sydney Morning Herald, 27 июня 2015, о публикации второго романа автора[5]
- Джон Перселл из Booktopia, "Annah Faulkner, author of The Beloved, answers Ten Terrifying Questions"[6]